# Semiothisa umbratilis
Semiothisa umbratilis är en fjärilsart som beskrevs av Butler 1875. Semiothisa umbratilis ingår i släktet Semiothisa och familjen mätare. Inga underarter finns listade i Catalogue of Life.